# خوان أوركيزو
خوان خوسيه أوركيزو سوستايتا (بالإسبانية: Juan José Urquizu Sustaeta؛ 24 يونيو 1901 – 22 نوفمبر 1982) كان لاعب كرة قدم إسباني ومدرب.

## المسيرة
ولد أوركيزو في أونداروا (بيسكاي، إقليم الباسك)، ولعب كمدافع لأندية أوساسونا وريال مدريد وأتلتيك بلباو وباراكالدو. تم اختياره مرة واحدة من قبل إسبانيا، في عام 1929.
أدار أتلتيك بلباو، باراكالدو، ريال أوفييدو، ريال مورسيا، ليفانتي، أورينس وألافيس. كان فائزًا بالدوري الإسباني وكأس ملك إسبانيا كلاعب ومدرب في أتليتيك.

## الحياة الشخصية
وكان ابنه لويس لاعب كرة قدم أيضًا. إنهم مرتبطون بلاعبي كرة القدم أندير جاريتانو وجايزكا جاريتانو، وكان الأخير أيضًا مديرًا لنادي أتليتيك بلباو.

## وصلات خارجية
- Juan Urquizu على موقع قاعدة بيانات كرة القدم.إي يو (الإنجليزية)
- Juan Urquizu على موقع ناشيونال فوتبول تيمز (الإنجليزية)
- Juan Urquizu على موقع عالم كرة القدم.نت (الإنجليزية)

Error: Invalid line "[[جيسوس Aranguren|Aranguren]]&nbsp;[[:en:Jesús Aranguren|<sup class=reference title="Jesús Aranguren">[الإنجليزية]</sup>]][[تصنيف:صفحات بها وصلات إنترويكي]]" at قالب:مدربو نادي ليفانتي